# Jerzy Zwoliński

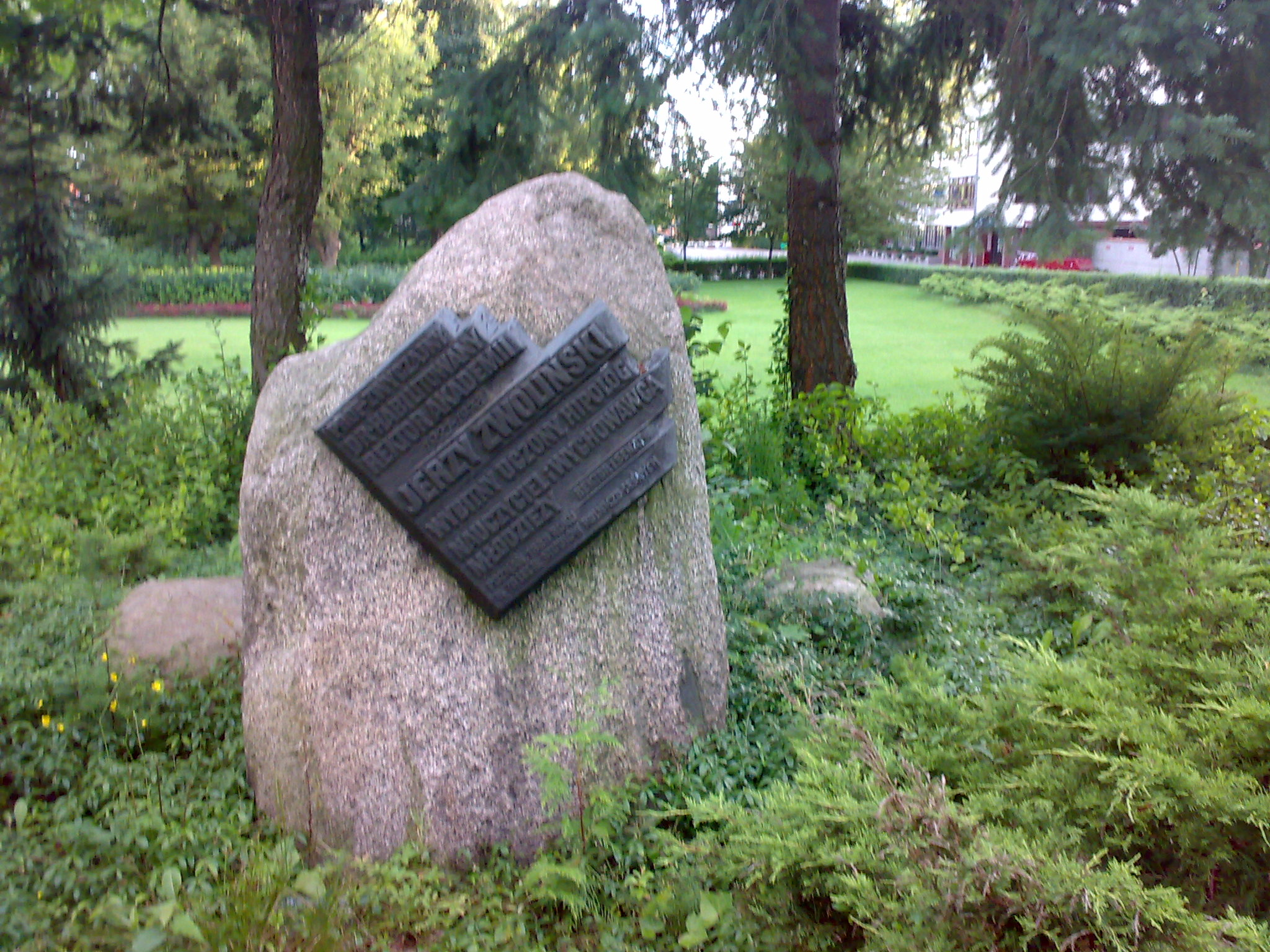
Głaz Jerzego Zwolińskiego w Poznaniu. Uniwersytet Przyrodniczy, ul. Wołyńska

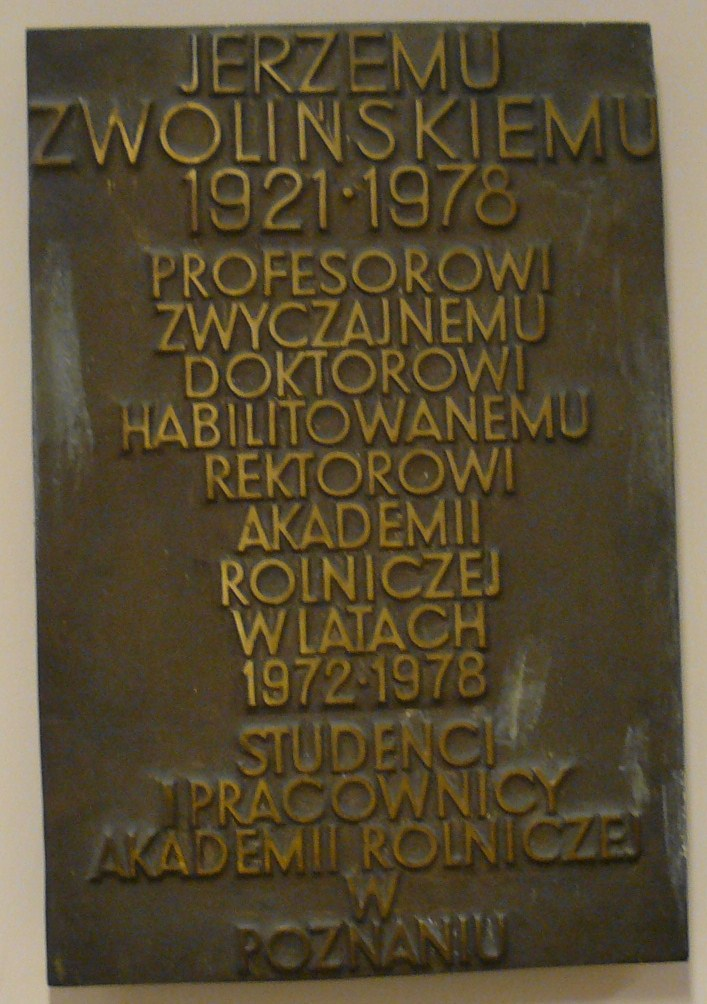
Tablica Jerzego Zwolińskiego. Poznań, Collegium Maximum

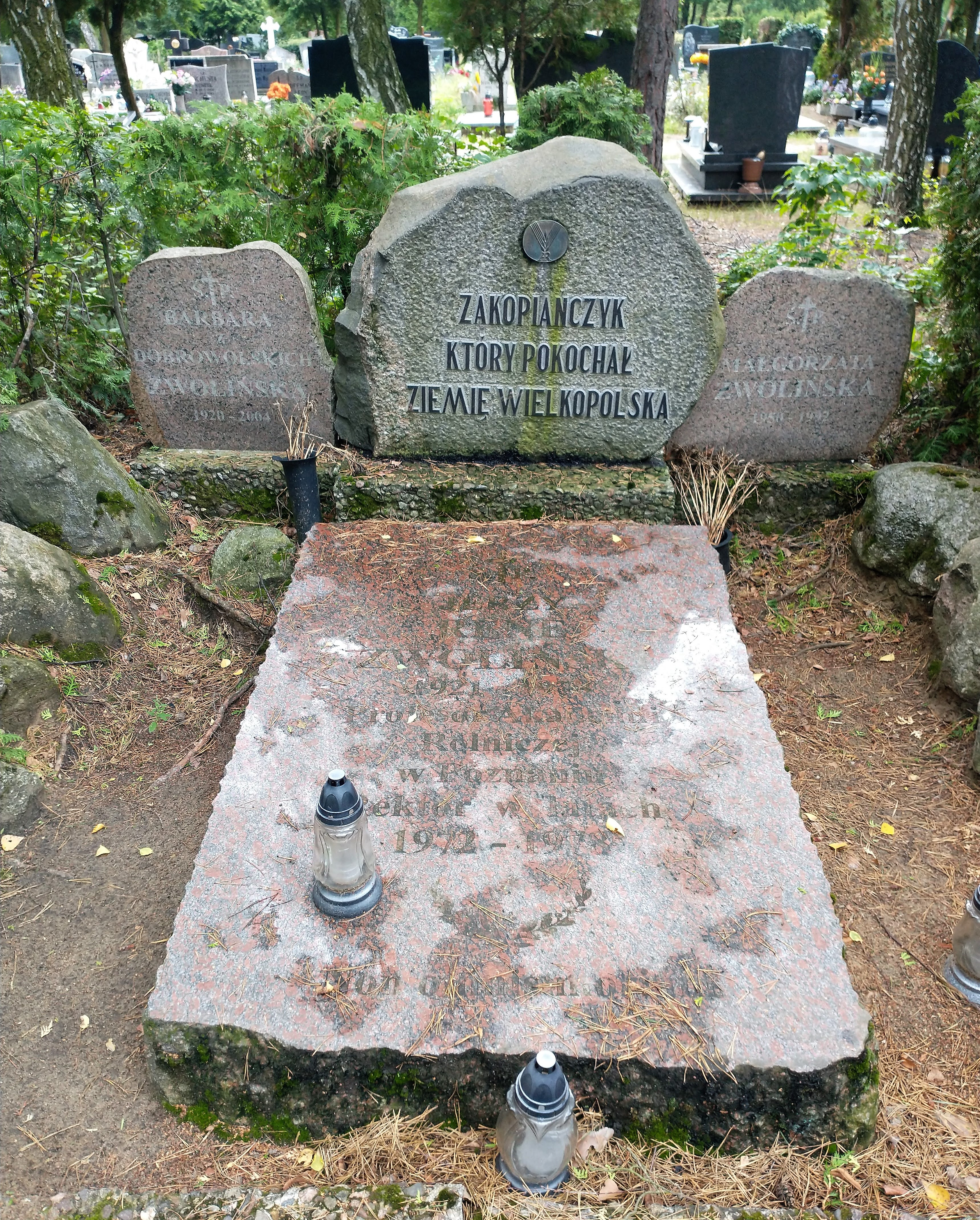
Grób na Cmentarzu Junikowskim

Jerzy Zwoliński (ur. 2 kwietnia 1921 w Zakopanem, zm. 30 września 1978 w Poznaniu) – polski profesor, rektor Akademii Rolniczej w Poznaniu (1972–1978), zootechnik, badacz koni.

## Życiorys
W Zakopanem uczęszczał do szkoły podstawowej, następnie do Gimnazjum i Liceum Państwowego im. Oswalda Balzera (mała matura w 1939). W Burzynie rozpoczął praktykę rolniczą od 1 lipca 1940. Z początkiem 1944 został zarządcą tego gospodarstwa.
W czasie II wojny światowej uczęszczał na tajne komplety. Maturę zdał w Tarnowie w czerwcu 1945. Potem, od 1 października 1945, rozpoczął studia na Wydziale Rolniczo-Leśnym Wyższej Szkoły Rolniczej w Poznaniu w specjalizacji hodowli zwierząt domowych. 27 października 1949 został inżynierem magistrem rolnictwa (ocena obrony pracy – celujący).
W latach 1947–1949 był asystentem-wolontariuszem w Zakładzie Szczegółowej Hodowli Zwierząt Uniwersytetu Poznańskiego. W 1949 przez nieco ponad miesiąc (1 listopada do 15 grudnia) pracował w Państwowym Instytucie Naukowym Gospodarstwa Wiejskiego w Pawłowicach (pow. leszczyński), następnie wrócił do Zakładu Szczegółowej Hodowli Zwierząt i objął stanowisko starszego asystenta. Od 1952 (po śmierci prof. Tadeusza Vetulaniego) kierował Zakładem (od 1 kwietnia 1962 jako Zakład Hodowli Koni przy Katedrze Szczegółowej Hodowli Zwierząt Wyższej Szkoły Rolniczej). W tym czasie (1954–1956) był również kierownikiem Zootechnicznego Studium Zaocznego WSR, a w 1956–1960 i 1963–1964 prodziekanem Wydziału Zootechnicznego. 1 sierpnia 1969 został kierownikiem Katedry Szczegółowej Hodowli Zwierząt. Od 1 września 1970 pracował jako dyrektor Instytutu Hodowli i Technologii Produkcji Zwierząt WSR. Od 1 września 1972 był rektorem Akademii Rolniczej. Od 1975 przewodniczył Kolegium Rektorów Miasta Poznania.
28 czerwca 1952 został doktorem rolnictwa (Wyższa Szkoła Rolnicza, Wydział Zootechniczny), a 27 maja 1961 – docentem. W tym czasie pracował jako adiunkt (1 marca 1953 – 31 marca 1956), a następnie jako zastępca profesora (1 kwietnia 1956 – 31 marca 1962), po czym został docentem etatowym. 1 lipca 1968 został mu nadany tytuł profesora nadzwyczajnego. Tytuł profesora zwyczajnego uzyskał 3 marca 1977.
Zmarł nagle 30 września 1978 i został pochowany na cmentarzu na Junikowie w Poznaniu. Na jego grobie umieszczono napis: Zakopiańczyk, który pokochał Ziemię Wielkopolską.

## Zakres działalności
Jego praca Wartość użytkowa krajowych koni prymitywnych była pierwszym w Polsce studium nad konikiem polskim i jego zastosowaniem w rolnictwie jako uzupełnienie trakcji mechanicznej. W latach 1952–1958 kontynuował badania w tym zakresie i opublikował ich wyniki m.in. w Przeglądzie Rolniczym i Medycynie Weterynaryjnej. Publikował także pierwsze w Polsce prace opisujące wszechstronnie długość ciąży u klaczy (m.in. Badania nad współzależnością pomiędzy terminem zapłodnienia klaczy a płcią żywo urodzonych źrebiąt. Był autorem ponad 100 prac, m.in.: Ciężar właściwy jako wskaźnik umięśnienia tuszy bekonowej, Les groups sanguins des chevaux de six races de Pologne (badania nad grupami krwi przeprowadzone w Pracowni Grup Krwi u Koni). Opracował pierwszą polską monografię akademicką poświęconą koniom pt. Hodowla koni. Jego pracownia, zajmującą się immunogenetyką koni i innych ekwidów, jako jedyna w RWPG wytwarzała surowice testowe.
Był członkiem Poznańskiego Towarzystwa Przyjaciół Nauk, Zarządu Głównego Polskiego 
Towarzystwa Zootechnicznego, przewodniczącym Komisji Hodowli Koni przy Komitecie Nauk Zootechnicznych PAN, członkiem Fédération Européen de Zootechnie, Rady Naukowo-Technicznej przy Ministrze Rolnictwa, Rady Naukowej przy Ogrodzie Zoologicznym w Poznaniu, członkiem Zarządu Polskiego Związku Hodowli Koni, Komitetu Honorowego Roku Nauki Polskiej. Zainicjował utworzenie na uczelni studenckiego zespołu „Łany” oraz środowiskowego studium radiowego; był opiekunem roku i grup, kuratorem klubu AZS, klubu studenckiego „Nurt” i domu studenckiego.

## Odznaczenia i nagrody
Odznaczenia
- Krzyż Komandorski Orderu Odrodzenia Polski (pośmiertnie)
- Krzyż Kawalerski Orderu Odrodzenia Polski (1973)
- Złoty Krzyż Zasługi
- Medal 10-lecia Polski Ludowej
- Medal 30-lecia Polski Ludowej
- Złoty Medal „Za zasługi dla obronności kraju”
- Srebrny Medal „Za zasługi dla obronności kraju”
- Medal Komisji Edukacji Narodowej
- Odznaka honorowa „Za zasługi w rozwoju województwa poznańskiego”
- Złota Odznaka Akademickiego Związku Sportowego
- Honorowa Srebrna Odznaka Związku Młodzieży Wiejskiej

Nagrody
- Nagroda indywidualna I stopnia ministra nauki, szkolnictwa wyższego i techniki za pracę dydaktyczno-wychowawczą, organizatorską i za autorstwo podręcznika (czterokrotnie)
- Nagroda indywidualna II stopnia ministra nauki (dwukrotnie)
- Listy gratulacyjne od I sekretarza KC PZPR Edwarda Gierka, otrzymane w latach 1972–1975

## Upamiętnienie
W 1988 przyznano mu członkostwo honorowe Polskiego Zrzeszenia Inżynierów i Techników Sanitarnych.
Uniwersytet Przyrodniczy w Poznaniu przyznaje corocznie „Nagrodę im. Prof. dr hab. Jerzego Zwolińskiego” za najlepszą pracę magisterską.